# Astarte crenata
Astarte crenata is een tweekleppigensoort uit de familie van de Astartidae. De wetenschappelijke naam van de soort is voor het eerst geldig gepubliceerd in 1824 door Gray.